# Trididemnum propinquum
Trididemnum propinquum är en sjöpungsart som först beskrevs av William Abbott Herdman 1886.  Trididemnum propinquum ingår i släktet Trididemnum och familjen Didemnidae.
Artens utbredningsområde är Södra Ishavet. Inga underarter finns listade i Catalogue of Life.